# Himantoglossum hircinum
Himantoglossum hircinum, llamada popularmente orquídea lagarto es una orquídea del género Himantoglossum .

## Descripción
Es una herbácea perenne tuberosa. El tallo, que puede alcanzar algo más de 1 m de altura, es cilíndrico, de color verde pálido y a veces veteado de púrpura. Hojas, también pálidas o más oscuras, oblongo elípticas a lanceoladas y muy nervadas. Las inferiores (basales), se despliegan erectas o extendidas, mientras las superiores, más pequeñas, abrazan el tallo. La inflorescencia es una espiga también cilíndrica de menos de 50 cm de alto cubierta de pequeñas brácteas verdosas o blancas veteadas de rosa. Las flores  blanquecinas a verdosas están manchadas de morado tanto exterior como interiormente. El perianto, contiene sépalos y pétalos reunidos en casco, algo más abierto en el ápice. Un largo labelo de forma acintada y retorcida cuelga hacia abajo o, en espigas pequeñas, se extiende horizontalmente. El fruto es una cápsula alargada con numerosas semillas diminutas. Una sola planta puede producir hasta 30.000 semillas al año. También se reproduce por división de tuberos o por la formación de nuevos, lo que lleva a formar densas agrupaciones alrededor de la planta madre.  
Florece entre los meses de junio a julio. El característico aroma de las flores, que según algunos recuerda al "olor a cabras", podría ser una especialización para atraer a sus polinizadores; moscas e insectos nocturnos. En la correspondencia epistolar entre dos investigadores, a principios del siglo XX, quedó registrada la observación de la avispa Odyneris  parietum polinizando flores en Sussex. También se ha observado a diferentes especies de abejas (Megachile maritima y Colletes  cunicularis), mariposas, libélulas y escarabajos.

## Distribución y hábitat
Se distribuye por Europa meridional, desde el oeste de España, hasta el este de los Balcanes y Hungría y África del norte occidental. 

Crece en prados, áreas rocosas, y bosques abiertos, con preferencia de sustratos calcáreos.
Sinonimia
- Orchis hircina (L.) Crantz 1769
- Loroglossum hircinum (L.) Rich. 1817
- Aceras hircinum (L.) Lindl. 1835